# أرتور أولريش
أرتور أولريش (بالألمانية: Artur Ullrich)‏ (10 أكتوبر 1957 بأرخانغلسك في روسيا - ) هو لاعب كرة قدم ألماني (وحمل سابقاً جنسية ألمانيا الشرقية) في مركز الدفاع، شارك في الألعاب الأولمبية الصيفية 1980. وشارك مع منتخب ألمانيا الشرقية تحت 21 سنة لكرة القدم ومنتخب ألمانيا الشرقية الأولمبي لكرة القدم ومنتخب ألمانيا الشرقية لكرة القدم. أما مع النوادي، فقد لعب مع دينامو برلين وهانزا روستوك.

## وصلات خارجية
- أرتور أولريش على موقع قاعدة بيانات كرة القدم.إي يو (الإنجليزية)
- أرتور أولريش على موقع بيانات كرة القدم. دي إي (الألمانية)
- أرتور أولريش على موقع ناشيونال فوتبول تيمز (الإنجليزية)
- أرتور أولريش على موقع عالم كرة القدم.نت (الإنجليزية)
- أرتور أولريش على موقع اللجنة الأولمبية الدولية (الإنجليزية)
- أرتور أولريش على موقع أوليمبيديا (الإنجليزية)